# Prince Tagoe
Prince Tagoe (Accra, 9 novembre 1986) è un ex calciatore ghanese, di ruolo attaccante.

## Carriera

### Club
Dopo aver militato in varie formazioni giovanili ghanesi, venne ingaggiato dagli Hearts of Oak. Nel 2005 vinse il titolo di capocannoniere del campionato realizzando 18 reti.
Nel 2006 si trasferì in Arabia Saudita per giocare con l'Al-Ittihad.
Successivamente passò alla formazione del Al Shabab Dubai degli Emirati Arabi Uniti, per poi ritornare in Arabia Saudita in virtù del suo passaggio alla squadra dell'Al-Ittifaq. Con questa maglia si è messo in luce segnando 8 reti nelle prime fasi della AFC Champions League 2009.
Nel 2009 approdò in Europa grazie all'interessamento dell'Hoffenheim, club con il quale firmò un contratto triennale il 9 giugno 2009. Il 12 agosto 2009 gli venne riscontrato un problema cardiaco e la dirigenza dell'Hoffenheim, a seguito della revoca da parte della federazione tedesca della licenza del giocatore, avviò le procedure per rescindere il suo contratto dopo solo due mesi; i legali del giocatori si opposero alla decisione del club e presentarono un ricorso nel quale venivano fornite le prove ottenute tramite ulteriori accertamenti clinici che evidenziavano come lo stato di salute di Tagoe non fosse compromesso a tal punto da invalidare il contratto. La federazione tedesca diede ragione al giocatore e non accolse la richiesta di rescissione avanzata dal club riservandosi il diritto di restituire la licenza a Tagoe una volta superati i problemi di salute. Nel dicembre del 2009 il giocatore ha ottenuto nuovamente l'abilitazione dalla federazione dopo aver superato i test medici necessari.
Il 1º maggio 2010 ha segnato le prime reti della sua carriera in Bundesliga realizzando una doppietta nella partita tra Eintracht Francoforte e Hoffenheim terminata col punteggio di 1-2.
Nell'ultimo giorno di calciomercato, viene prestato al Partizan Belgrado.

### Curiosità
Il 16 marzo 2011, riceve come premio di una scommessa, la Renault Coupe del suo allenatore Aleksandar Stanojević per la doppietta vincente segnata nel derby di coppa di Serbia tra il Partizan e la Stella Rossa (2-0).

### Nazionale
Il suo esordio con la nazionale ghanese avvenne in occasione della Coppa d'Africa 2006.
Figura tra i 23 convocati del Ghana per il Mondiale 2010 in Sudafrica.

## Palmarès

### Club

#### Competizioni nazionali
- Ghana Premier League: 1

Hearts of Oak: 2004-2005
Kup Srbije: 1
Partizan: 2010-11

#### Competizioni internazionali
- AFC Champions League: 1

Al-Ittihād: 2005
- Coppa dei Campioni araba per club: 1

Al-Ittihād: 2005

### Individuale
- Capocannoniere del campionato ghanese: 1

2005